# Russische Academie van Wetenschappen

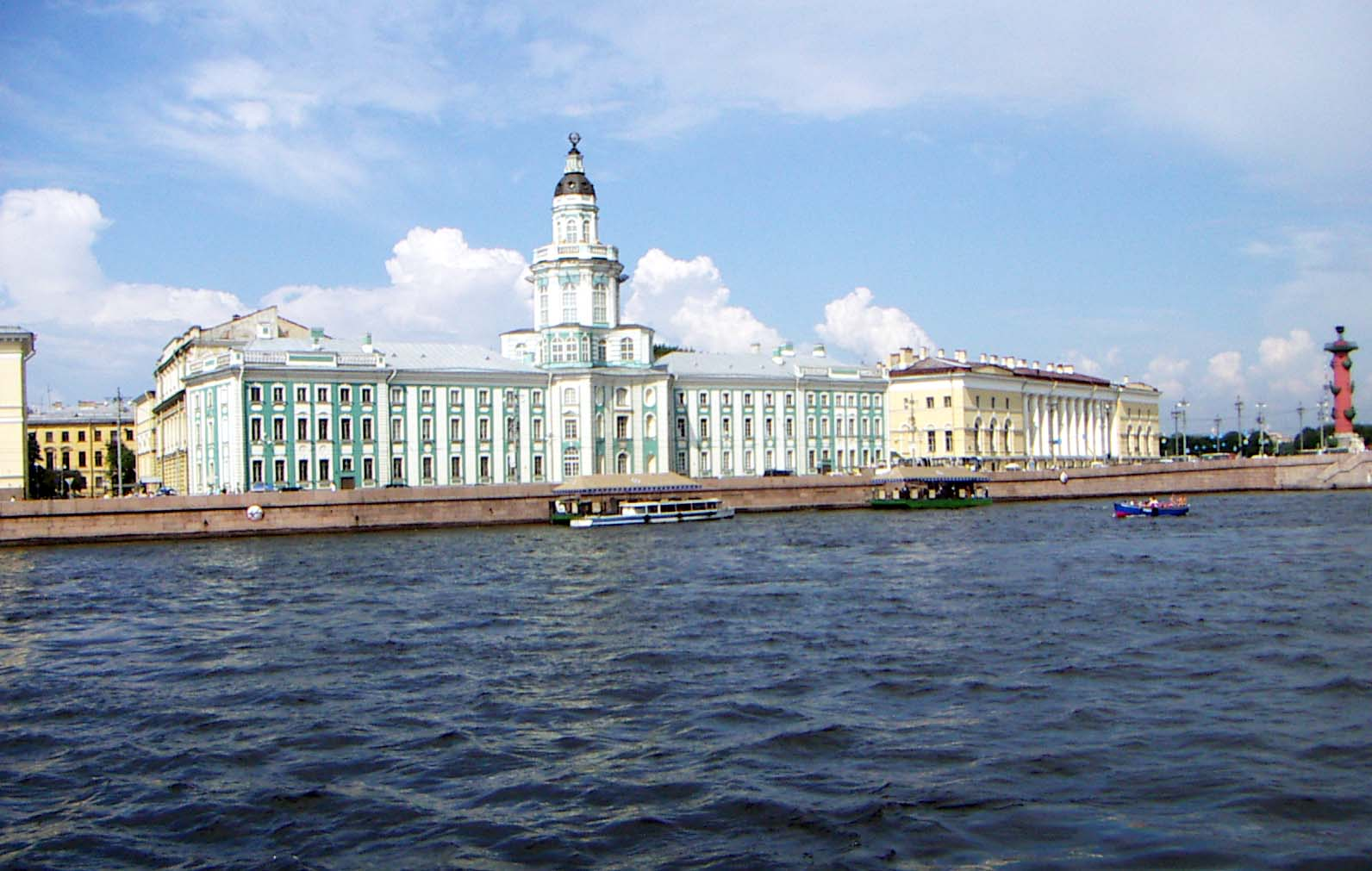
Het oude hoofdgebouw van de Russische Academie van Wetenschappen in Sint-Petersburg, bouwwerk van Giacomo Quarenghi. Tot 1917 voerde de Academie het predicaat "keizerlijk."

De Russische Academie van Wetenschappen (Russisch: Российская академия наук; Rossiejskaja akademieja naoek, afgekort: РАН; RAN) is de hoogste wetenschappelijke instantie van de Russische Federatie en leidinggevend centrum voor fundamenteel wetenschappelijk onderzoek op het gebied van empirische en humane wetenschappen in Rusland. Alle toonaangevende wetenschappelijke organisaties in de Russische Federatie zijn bij haar aangesloten. Elk jaar reikt de academie twee keer de Gouden Lomonosov-medaille uit aan één Russische en één buitenlandse wetenschapper.
De president van de Russische Academie van Wetenschappen is sinds 2022 Gennadi Krasnikov.

## Organisatie
De RAN heeft regionale afdelingen (otdelenia) in Novosibirsk (SO RAN), Jekaterinenburg (UrO RAN), Sint-Petersburg (SPbO RAN) en Vladivostok (DVO RAN). Het wordt als een eer beschouwd om tot lid van de Academie te worden gekozen. De Academie kent drie categorieën leden: volle leden (865 personen in juni 2025, inclusief 31 professoren), corresponderende leden (1134, inclusief 188 professoren) en buitenlandse leden (~450), onder wie Peter Raven. Ook verkozen academische professoren (713 personen, maar 219 van hen zijn leden).
In de Russische Federatie zijn er, behalve de Russische academie van wetenschappen, nog drie nationale zusteracademies van wetenschappen: de Russische academie van onderwijs (Russisch: Российская академия образования), de Russische academie van architectuur en constructiewetenschappen (Russisch: Российская академия архитектуры и строительных наук) en de Russische academie der kunsten (Russisch: Российская академия художеств). Deze academies hebben, overeenkomstig artikel 6 van de “Wet op wetenschap en staatspolitiek inzake wetenschappelijk-technische aangelegenheden”, de status van “niet-commerciële organisaties” (instituten). Daarnaast bestaan er nog academies van wetenschappen die geen staatsinstellingen zijn en opleidingsinstituten: universiteiten en academies (zowel van de staat als particulier).

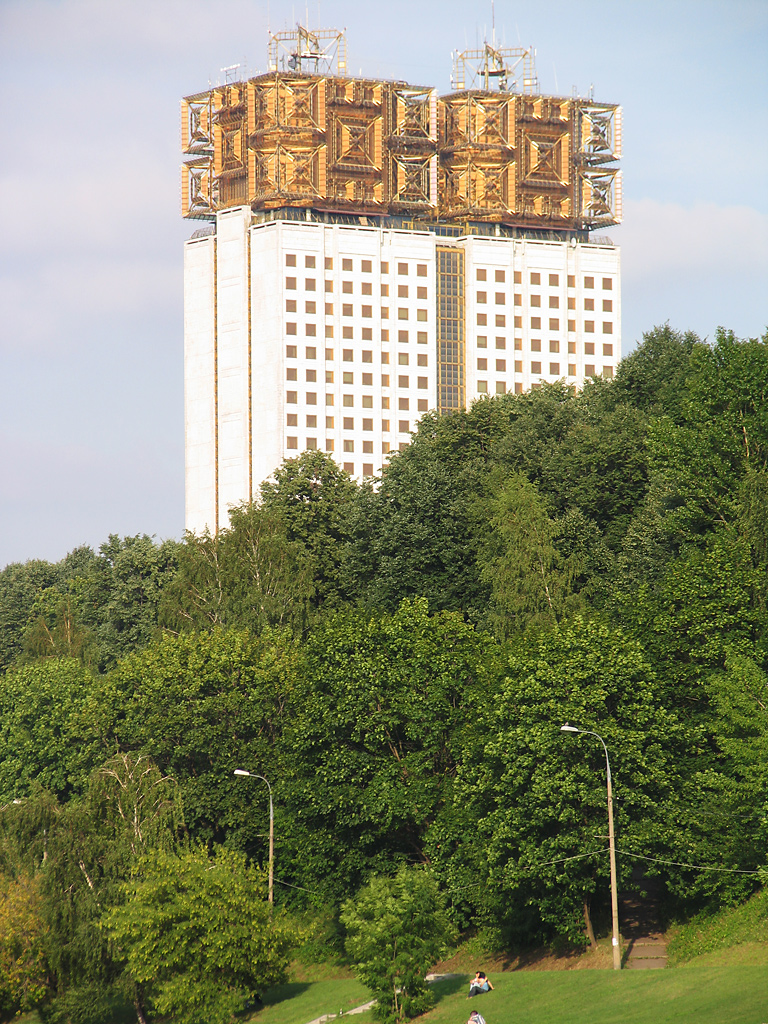
Het nieuwe gebouw van het presidium van de Russische Academie van Wetenschappen in Moskou, ook wel het "Gouden Brein" genoemd

## Geschiedenis (1724 - 1991)
In 1724 wordt in de toenmalige Russische hoofdstad Sint-Petersburg de “Petersburgse Academie der Wetenschappen” opgericht per oekaze van de regerende Senaat van 28 april 1724, in opdracht van tsaar Peter de Grote. De Academie wordt georganiseerd naar voorbeeld van West-Europese academies. In tegenstelling tot analoge structuren in West-Europa is de Russische academie echter in grotere mate afhankelijk van de staat. In 1747 wordt de benaming vervangen door “Keizerlijke Academie van Wetenschappen en Schone kunsten.” In 1803 wordt de Academie “Keizerlijke Academie der Wetenschappen” genoemd, in 1836 “Keizerlijke Sint-Petersburgse Academie der Wetenschappen.” Na de revoluties van 1917 volgt weer een naamsverandering, de Academie gaat nu “Russische Academie van Wetenschappen” heten. Dan volgt in 1924 weer een naamsverandering: Academie van Wetenschappen van de Sovjet-Unie. In 1936 verhuist de Academie naar Moskou, waar ze zich sindsdien bevindt. Men begint met het organiseren van afdelingen over heel Rusland en in de afzonderlijke Sovjetrepublieken; de afdelingen in de Sovjetrepublieken zijn sinds 1991 zelfstandige academies.

## Na 1991
In 1991 volgt de meest recente naamswijziging; de academie heet nu “Russische Academie van Wetenschappen” en wordt per oekaze van de president van de Russische Federatie hersteld als hoogste wetenschappelijke instantie van Rusland. Een wetswijziging van 8 december 2006 liet de gekozen functie van president (door de Academieleden) intact, maar bepaalde dat de president van de Academie van Wetenschappen aangesteld wordt door de president van de Russische Federatie. De statuten van de Academie en de benoemingen presidenten van haar verschillende afdelingen worden bevestigd door de regering. De regering behoudt zich het recht voor het aantal leden en corresponderende leden van de Academie vast te stellen, alsmede hun salaris, hoewel de algemene vergadering van de Academie de voorstellen doet met betrekking tot deze kwesties.
In 2006 bedroeg de financiering van de Russische Academie van Wetenschappen 30,84 miljard roebel, bijna 35% van het totale budget voor wetenschapsfinanciering. Daarnaast heeft de Academie nog inkomsten uit andere, deels particuliere bronnen. In 2006 nam de staat ongeveer 68% van het budget van de Academie voor zijn rekening. In datzelfde jaar werd het aantal door de staat gefinancierde plaatsen met 6% beperkt; in totaal zijn er nu 104.236 mensen werkzaam, onder wie 51.908 wetenschappelijke medewerkers.

## Nobelprijswinnaars
De volgende Russische leden van de Academie van Wetenschappen hebben de Nobelprijs ontvangen: 

Nobelprijs-medaille

- Abrikosov, Aleksej Aleksejevitsj, Nobelprijs voor natuurkunde, 2003
- Alfjorov, Zjores Ivanovitsj, Nobelprijs voor natuurkunde, 2000
- Basov, Nikolaj Gennadijevitsj, Nobelprijs voor natuurkunde, 1964
- Ginzburg, Vitali Lazarevitsj, Nobelprijs voor natuurkunde, 2003
- Kantorovitsj, Leonid Vitaljevitsj, Nobelprijs voor economie, 1975
- Kapitsa, Pjotr Leonidovitsj, Nobelprijs voor natuurkunde, 1978
- Landau, Lev Davidovitsj, Nobelprijs voor natuurkunde, 1962
- Pavlov, Ivan Petrovitsj, Nobelprijs voor geneeskunde, 1904
- Prochorov, Aleksandr Michajlovitsj, Nobelprijs voor natuurkunde, 1964
- Sacharov, Andrej Dmitrjevitsj, Nobelprijs voor de vrede, 1975
- Semjonov, Nikolaj Nikolajevitsj, Nobelprijs voor scheikunde, 1956
- Tamm, Igor Jevgenjevitsj, Nobelprijs voor natuurkunde, 1958
- Frank, Ilja Michajlovitsj, Nobelprijs voor natuurkunde, 1958
- Tsjerenkov, Pavel Aleksejevitsj, Nobelprijs voor natuurkunde, 1958

## Structuur
In de loop van de bijna 300 jaar van het bestaan van de Russische Academie van Wetenschappen hebben haar doelstellingen, status en structuur veranderingen ondergaan. Tegenwoordig is de Academie georganiseerd naar wetenschapsrichtingen en naar territoriale indeling en heeft ze dertien afdelingen (voor verschillende wetenschapsgebieden), drie regionale afdelingen en vijftien regionale wetenschapscentra. Onder de Academie van wetenschappen ressorteren vele instituten.